# Charles D. Hodges

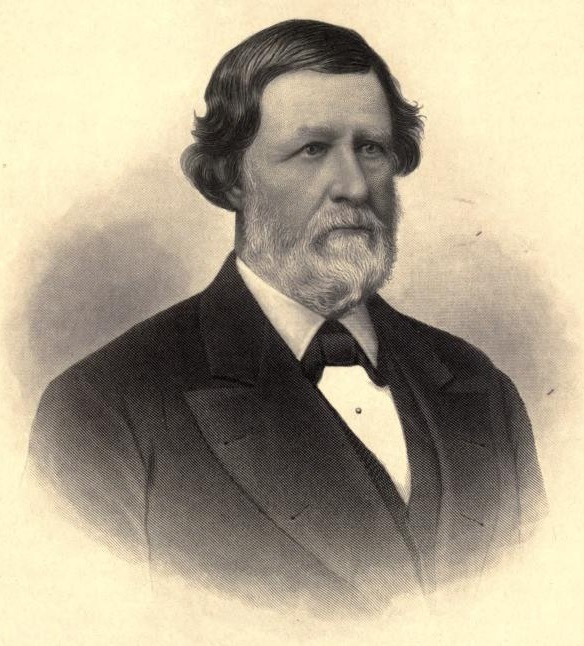
Charles Drury Hodges (1899)

Charles Drury Hodges (* 4. Februar 1810 in Queen Anne, Talbot County, Maryland; † 1. April 1884 in Carrollton, Illinois) war ein US-amerikanischer Politiker. Im Jahr 1859 vertrat er den Bundesstaat Illinois im US-Repräsentantenhaus.

## Werdegang
Charles Hodges besuchte die öffentlichen Schulen seiner Heimat und danach bis 1829 das Trinity College in Hartford (Connecticut). Nach einem anschließenden Jurastudium in Annapolis und seiner 1831 erfolgten Zulassung als Rechtsanwalt begann er in dort in seinem neuen Beruf zu arbeiten. Im Jahr 1833 verlegte er seinen Wohnsitz und seine Anwaltskanzlei nach Carrollton in Illinois, wo er für kurze Zeit auch im Handel arbeitete. Gleichzeitig schlug er als Mitglied der Demokratischen Partei eine politische Laufbahn ein. Zwischen 1851 und 1853 war er Abgeordneter im Repräsentantenhaus von Illinois; von 1854 bis 1859 amtierte er als Richter im Greene County. Im Jahr 1858 wurde er Schatzmeister der St. Louis, Jacksonville & Chicago Railroad. Später war er für viele Jahre Direktor bei dieser Eisenbahngesellschaft.
Nach dem Tod des Abgeordneten Thomas L. Harris wurde Hodges bei der fälligen Nachwahl für den sechsten Sitz von Illinois als dessen Nachfolger in das US-Repräsentantenhaus in Washington, D.C. gewählt, wo er am 4. Januar 1859 sein neues Mandat antrat. Bis zum 3. März dieses Jahres beendete er die laufende Legislaturperiode. Für die am 4. März 1859 beginnende Amtsperiode, für die ursprünglich ebenfalls Thomas Harris gewählt worden war, hatte Hodges nicht kandidiert. Nach dem Ende seiner kurzen Zeit im US-Repräsentantenhaus war er wieder als Anwalt und als Eisenbahndirektor tätig. Zwischen 1867 und 1873 war er Bezirksrichter; von 1873 bis 1877 gehörte er dem Senat von Illinois an. Er starb am 1. April 1884 in Carrollton, wo er auch beigesetzt wurde.